# 滚筒印章

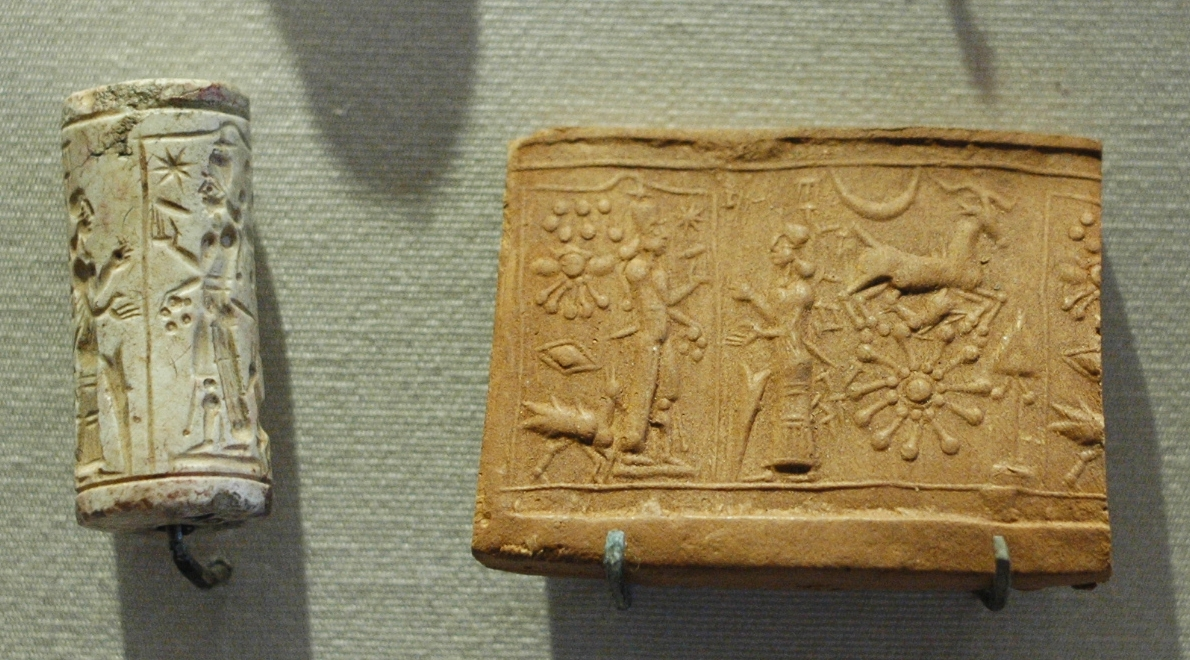
美索不达米亚石灰石滚筒印章及其留下的干印：供奉太阳神沙玛什。藏于卢浮宫

滚筒印章 (英語: Cylinder seal) 是古代近东地区普遍使用的印章，通常刻有“图案故事”，在湿的粘土上滚动按压后，可留下连续的图案。滚筒印章发明于公元前3500年左右的近东地区，具体位置在现今伊朗西南部的苏萨和美索不达米亚南部的乌鲁克。滚筒印章的发明与后来楔形文字的发明有着密切联系。

## 历史

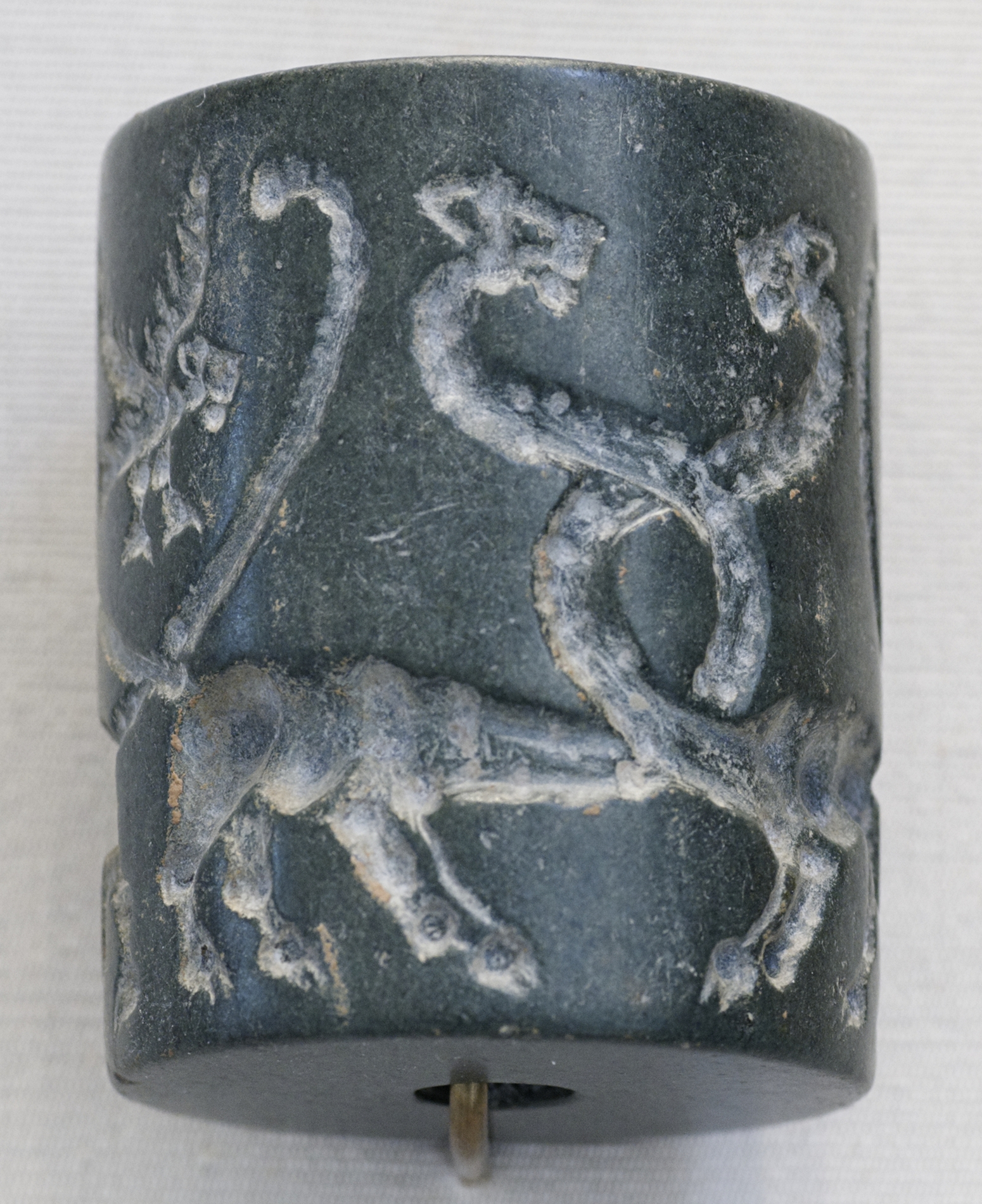
乌鲁克时期，前4100年－前3000年。藏于卢浮宫

公元前第8千纪的叙利亚已经有用圆形印章在泥板上做标记的先例，当时主要用作装饰品和巫术。前第6千纪中叶，伊拉克北部的人们用印章在黏土块或盘子上印出直线形的图案，用以不同事物间的辨别。前第4千纪的时候，滚筒印章出现在南美索不达米亚的苏美尔和伊朗西南部的埃兰。印章的产生先于文字，同时因为雕刻石质印章要用到金属，所以它与冶金术出现于同一时期。从美索不达米亚的苏美尔时代到波斯阿赫美尼德王朝的三千年里，滚筒印章的应用比封印更为广泛。但到了前1000年左右，封印成为主流，而到了前5世纪，圆筒印章已不再被使用了。原因在于书写在莎草纸和羊皮纸上的阿拉米亚语取代了书写在粘土板上的楔形文字，滚筒印章只适应于粘土板，所以被封印完全取代。

## 形状尺寸和材料
滚筒印章为圆柱形，高度约2.5厘米，直径约1.5厘米，通常沿中心轴钻一个通孔，用绳子穿过便于佩带。其材料多为贵重的石头，也有一些由陶料、贝壳、象牙等材料或金属制成。石材多从美索不达米亚以外进口，随着美索不达米亚古文明的发展，滚筒印章的材料从早先的石灰石、天青石和水晶石，逐渐引入了后来的滑石、闪长岩、玛瑙和绿色的蛇纹石（Serpentine）、绿泥石、绿石、苹果绿鹦鹉石及红色的光玉髓、赤铁矿趋地岩及紫色的紫晶，黑色的石灰石、磁铁矿石和黑曜岩。

## 用途和使用者
在文字发明以前的年代，印章用于在空心的粘土球表面留下干印表明商品的交易。后来用于作为封印使用，例如作为罐子的封印、储藏室和仓库大门的封印；最广泛的应用是在写有楔形文字的粘土板上留下印鉴。拥有滚筒印章的人有各类社会地位和职业的人，包括统治者和祭司、士兵和书吏、王室的厨师和仆人、木匠和其他手艺人、及遍及各地的商人。在法律合同、条约和信件上都发现了滚筒印章的印记。如果印章遗失或被盗，会被视为非常重大的事件，会进行正式的挂失和宣布。

## 图案和主题

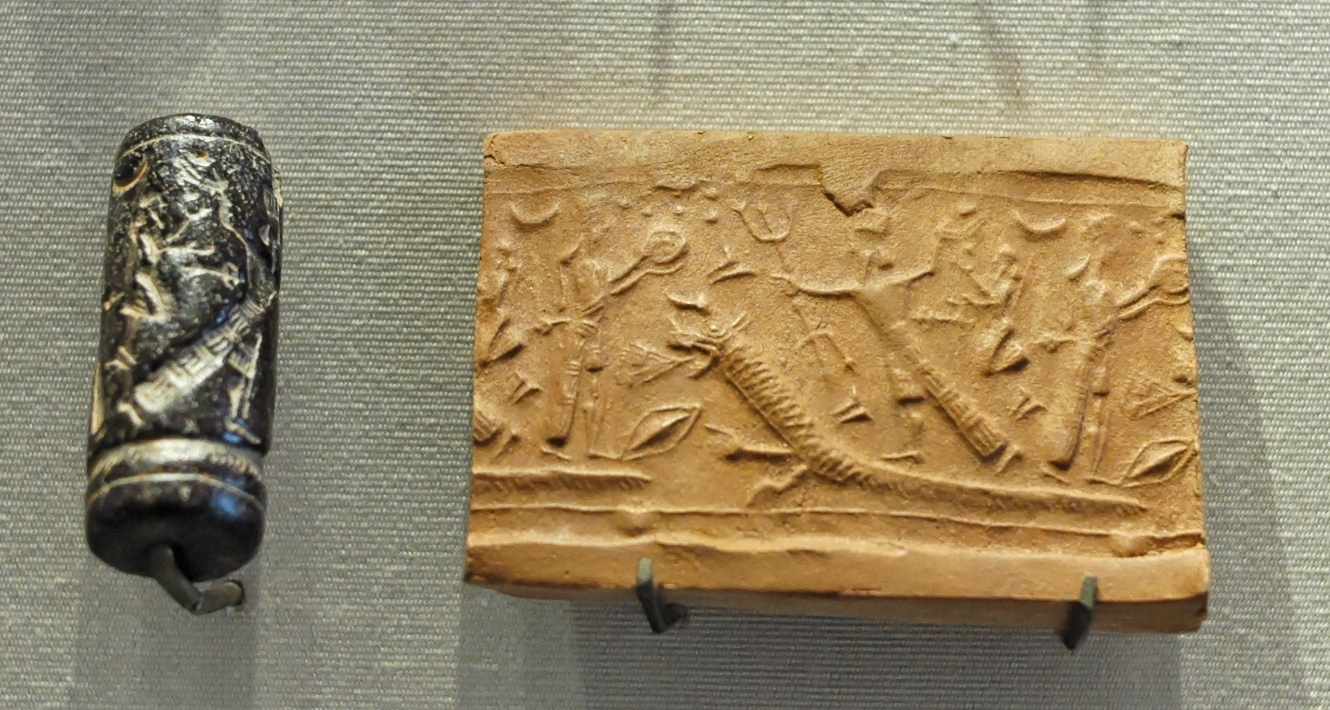
亚述神降伏怪兽，亚述时期，前9世纪－前8世纪

苏美尔早王朝时期的主要主题是“动物搏斗”，常见的是狮子对牛的袭击，而人或似人的“护卫者”进行防卫。到了早王朝后期，印章中的形象发展得更粗大、更娴熟，狮子和护卫者的面部表现得愈加细腻，同时神话和宗教仪式的场面成为主题。阿卡德时期印章的图案是一系列独立的画面，画面中形象的间距扩大，同时更加注重装饰。神话和宗教是这一时期的主要题材。乌尔第三王朝和古巴比伦时期的主题失去了阿卡德时代的多样性，宗教题材几乎成为唯一主题，画面均为印章主人“参见”神或国王。亚述时期印章的主要题材是狩猎图或逼真的动物图案。新巴比伦时期平面印章开始流行，印章主题多为狩猎，也有一些宗教题材。

## 制作
制作圆筒印章的工匠至少要在作坊里经过四年的学习。滚筒印章的雕刻工具包括铜錾子、铜刻刀、磨刀石和钻子，制作雕刻工具时使用的是青铜和电石。工匠利用弓弦使钻头转动，在圆柱形的石料上按图形钻出连续的凹坑，再用刻刀将相邻的小孔刻通。雕刻完毕后，从两端分别钻孔，将印章钻通并穿绳，以便印章的主人将其佩戴在脖子上。